# SLAY (novela)
SLAY es una novela para adultos jóvenes de la autora estadounidense Brittney Morris publicada en 2019.

## Trama
SLAY cuenta la historia de Kiera, una estudiante de secundaria negra que desarrolla y mantiene el juego en línea SLAY, un mundo multijugador de realidad virtual donde los jugadores se enfrentan en duelo usando cartas que les otorgan poderes basados en la cultura negra. Cansada del acoso racial en línea en los videojuegos, crea el juego para jugadores negros. Cuando un jugador en el juego es asesinado por otro jugador, los medios critican a SLAY por ser racista al excluir a jugadores blancos.
La historia se cuenta desde múltiples perspectivas, incluida la de Kiera, su codesarrolladora Claire, que es estudiante de informática en París, John, profesor de estudios afroamericanos y los jugadores de SLAY.

## Temas principales
SLAY ha sido descrita como «una descripción increíblemente cruda y real de las luchas modernas por la identidad negra», y es referenciada como un ejemplo de una novela que explora la niñez negra. Explora el acoso y el racismo en línea en los videojuegos. La novela también retrata a jugadores negros y transgénero.
El libro ha sido descrito como si «Ready Player One se mezclara con The Hate U Give».

## Recepción
La novela fue publicada por Simon Pulse después de una guerra de ofertas entre varias editoriales.
En un artículo para Book and Film Globe, Sharyn Vane calificó a SLAY como «un thriller con temática de juegos y una exploración de lectura compulsiva de las muchas facetas de la cultura negra». Escribiendo para The Seattle Times, Jordan Snowden escribió que «"SLAY" es un libro que desearía haber tenido cuando era más joven; esta novela para adultos jóvenes no sólo aborda grandes conversaciones de una manera accesible, sino que también presenta a una persona fuerte, segura de sí misma y joven negra inteligente como personaje principal».

## Premios y nominaciones
SLAY fue nominada a Mejor Novela para Jóvenes Adultos en los Premios Ignyte 2020. También ha ganado varios premios.